# Karin Buder
Karin Buder (Sankt Gallen, 28 de julio de 1974) es una deportista austríaca que compitió en esquí alpino.
Ganó una medalla de oro en el Campeonato Mundial de Esquí Alpino de 1993, en la prueba de eslalon. 
Participó en los Juegos Olímpicos de Albertville 1992, ocupando el quinto lugar en la prueba de eslalon.
En 1999 recibió la Condecoración de Honor de Oro de la Orden al Mérito de la República de Austria.

## Palmarés internacional
| Campeonato Mundial | Campeonato Mundial | Campeonato Mundial | Campeonato Mundial |
| Año                | Lugar              | Medalla            | Prueba             |
| ------------------ | ------------------ | ------------------ | ------------------ |
| 1993               | Morioka (Japón)    | Medalla de oro     | Eslalon            |